# Альберто Гонсалес Гонсаліто
Альберто Гонсалес також відомий як Гонсаліто (ісп. Alberto González (Gonzalito), 1922 — 21 серпня 2003) — парагвайський футболіст, що грав на позиції захисника за клуб «Олімпія» (Асунсьйон), а також національну збірну Парагваю.

## Клубна кар'єра
У футболі відомий виступами за команду «Олімпія» (Асунсьйон), кольори якої і захищав протягом усієї своєї кар'єри гравця. 

## Виступи за збірну
1949 року дебютував в офіційних матчах у складі національної збірної Парагваю. Протягом кар'єри у національній команді провів у її формі 9 матчів.
У складі збірної був учасником чемпіонату Південної Америки 1949 року у Бразилії.
У складі збірної був учасником чемпіонату світу 1950 року у Бразилії, де зіграв зі Швецією (2-2) та Італією (0-2).
Помер 21 серпня 2003 року на 82-му році життя.

## Титули і досягнення
- Срібний призер Чемпіонату Південної Америки: 1949